# Frullania schimperi
Frullania schimperi là một loài Rêu trong họ Jubulaceae. Loài này được Nees mô tả khoa học đầu tiên năm 1845.